# Dizygostemon floribundum
Dizygostemon floribundum là một loài thực vật có hoa trong họ Mã đề. Loài này được (Benth.) Radlk. mô tả khoa học đầu tiên năm 1891.